# Deutsches Kalisyndikat
Die Deutsche Kalisyndikat GmbH (kurz: Kalisyndikat) war ein deutsches Wirtschaftskartell der Kali-Industrie. Es wurde am 16. Oktober 1919 als Zwangssyndikat infolge des Kaliwirtschaftsgesetzes vom 24. April 1919 gegründet und bestand bis zum Ende des Zweiten Weltkriegs. Vorläufer war die aufgrund des Reichsgesetzes vom 24. April 1910 gegründete „Kalisyndikat GmbH“, deren Name beibehalten wurde. Nachfolger war bis 1973 die ‚Verkaufsgemeinschaft Deutscher Kaliwerke’ zu Hannover. 

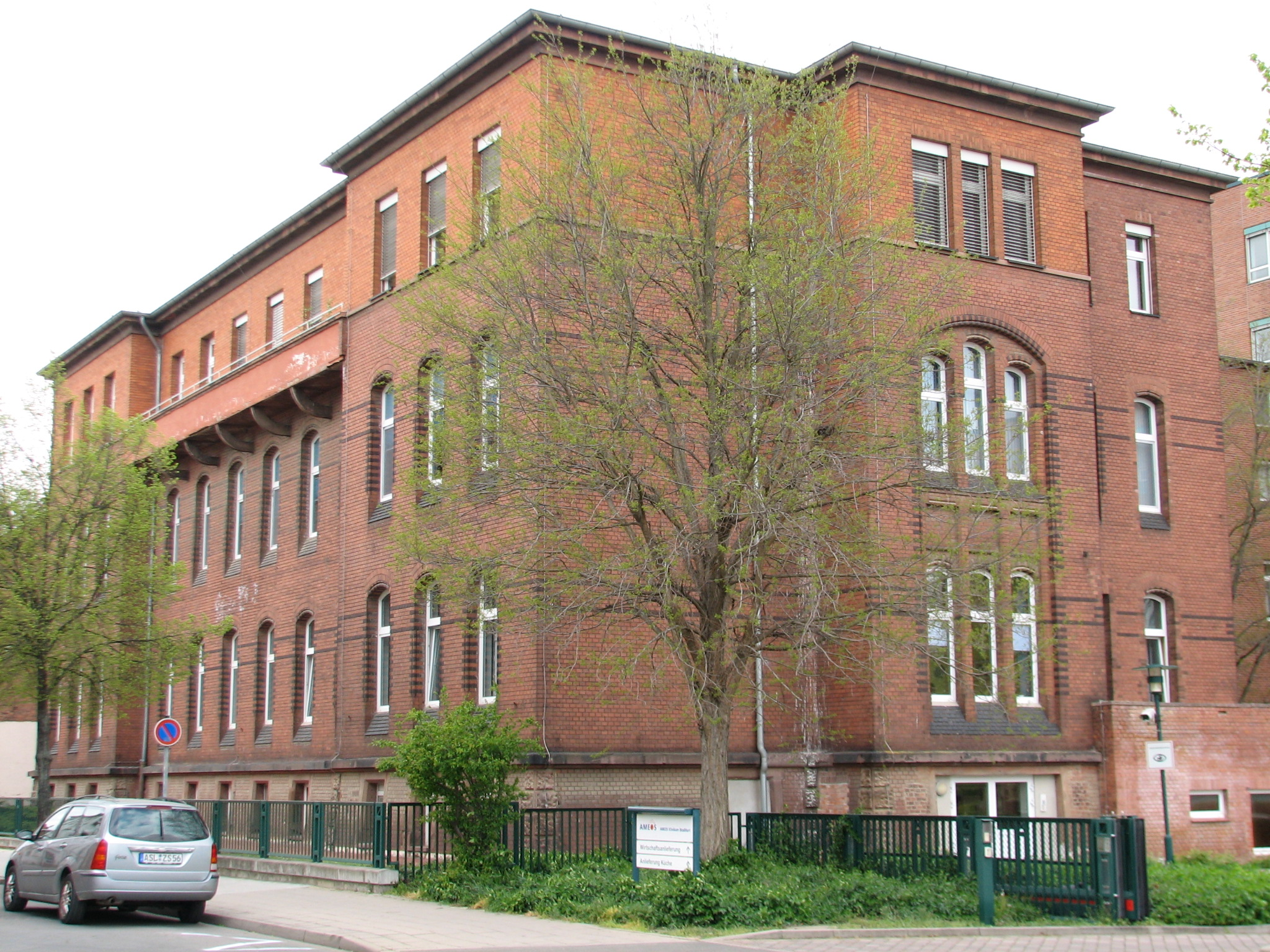
Erstes Zuhause des Deutschen Kalisyndikats in der Bodestraße in Leopoldshall; nach Umbau und Aufstockung ab 1929 Nutzung als Krankenhaus (1929–1945: Krankenhaus der Halberstädter Knappschaft zu Halberstadt, daher Knappschafts-Krankenhaus genannt). Foto vom April 2019.

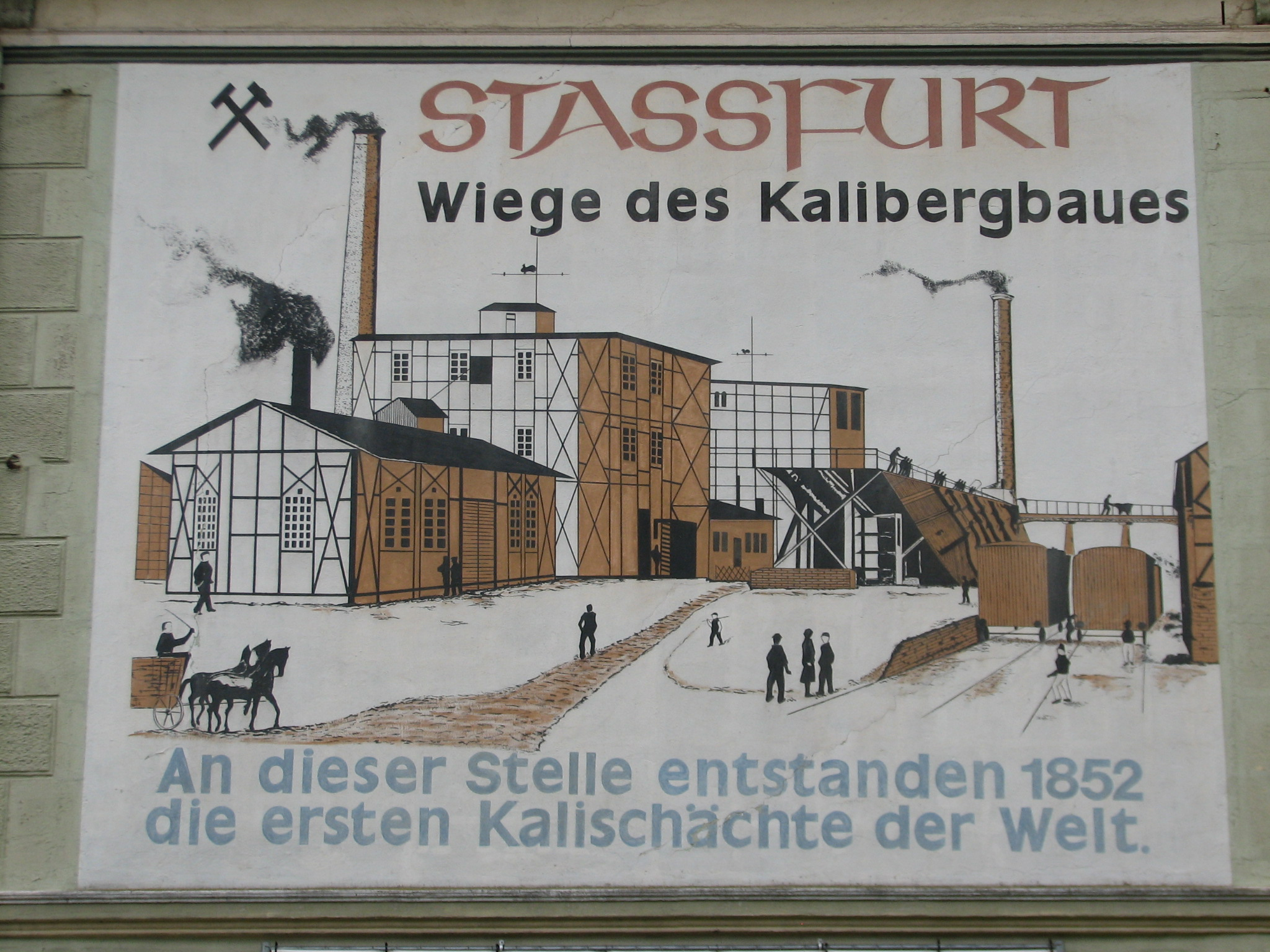
Das großformatige Wandbild im Zentrum von Staßfurt kündet vom Stolz der Vorfahren: „STASSFURT – Wiege des Kalibergbaus – An dieser Stelle entstanden 1852 die ersten Kalischächte der Welt“. Foto vom April 2019

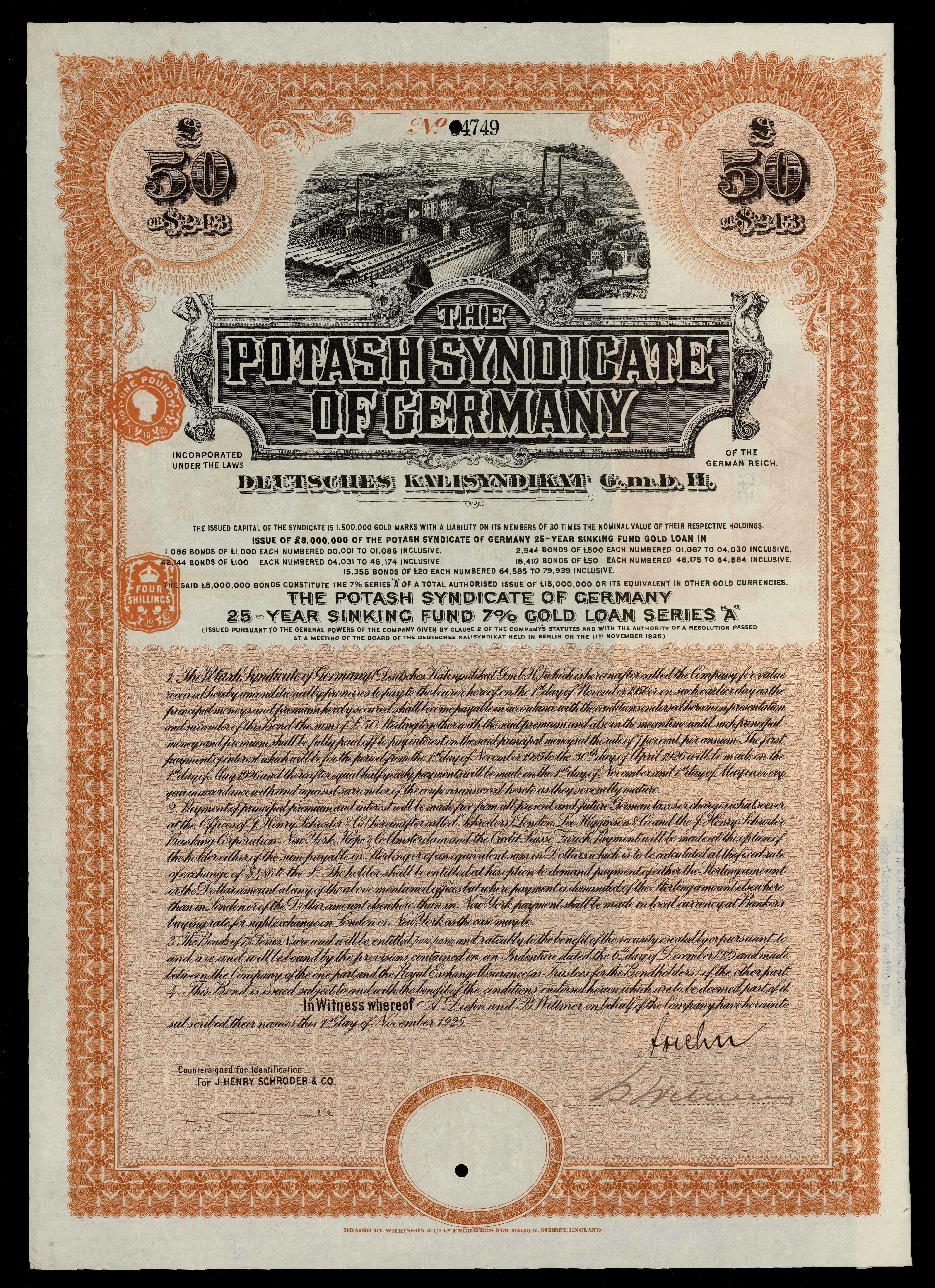
7%-Goldbond der Deutschen Kalisyndikat GmbH vom 1. November 1925

## Vorgeschichte
Erste Preisabsprachen in der Kaliindustrie gab es bereits in den Jahren nach 1860. Die Wurzeln des Deutschen Kalisyndikats reichen zurück in das Jahr 1888, als in Staßfurt-Leopoldshall, dem Geburtsort des Kalibergbaus in Deutschland, das „Deutsche Kalisyndikat“ gegründet wurde: Am 21. September 1888 schlossen die Eigentümer der damaligen sieben Kalisalzwerke den Vertrag Ia zur gemeinsamen weiteren Regelung des Absatzes der Karnallitsalze zu fabrikatorischen Zwecken mit Laufzeit vom 1. Januar 1889 bis 31. Dezember 1898 – de facto und de jure die Geburtsurkunde des Deutschen Kalisyndikats. Es folgten am 14. und 25. Oktober 1888 sechs weitere, ergänzende Syndikatsverträge Ib, Ic, Id, IIa, IIb und IIc.
Der Sitz des ersten Deutschen Kalisyndikats befand sich in Leopoldshall, 1890 gehörten zu ihm 13 Kaliwerke. Ziel des Syndikats war, „der Preisdrückerei und Verschleuderung der Kalisalze vorzubeugen bzw. Einhalt zu tun und Gewinn und Absatz der Salze für fabrikatorische und landwirtschaftliche Zwecke den Bedürfnissen des Marktes entsprechend zu regeln“. Das Deutsche Kalisyndikat war in Leopoldshall bis 1910 tätig, bevor es nach Berlin verlagert und reorganisiert wurde.

## Geschichte
| Unternehmen                               | Quote in % |
| ----------------------------------------- | ---------- |
| Wintershall AG                            | 38,58      |
| Dr. W. Sauer-Werke                        | 2,51       |
| Salzdetfurth – Aschersleben – Westeregeln | 21,66      |
| Burbach-Gumpel                            | 16,78      |
| Kali-Chemie AG                            | 3,95       |
| Deutsche Solvay- Werke                    | 2,22       |
| Mansfeld-Einigkeit                        | 5,11       |
| Preussag AG                               | 5,95       |
| Anhaltische Salzwerke, Leopoldshall       | 3,12       |

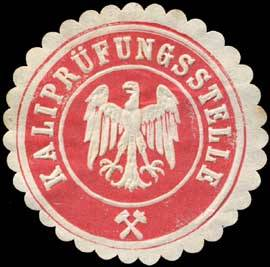
Siegelmarke Kaliprüfungsstelle

Das Syndikat legte Preise, Löhne sowie Förderquoten fest und betrieb Exportförderung. Die größten Mitglieder waren die Wintershall AG, die Gruppe Salzdetfurth-Aschersleben-Westeregeln, die Burbach Kaliwerke AG und die Preussag AG.
Es wurde der „Reichskalirat“ gebildet, der von der Regierung berufen wurde und sich aus Vertretern der Kaliunternehmen, der Reichsländer, des Handels, der Verbraucher und der Arbeitnehmer zusammensetzte.
Bis nach dem Ersten Weltkrieg hatte Deutschland ein Weltmonopol für Kali. Durch die Abtretung Elsaß-Lothringens wurde Frankreich ein großer Kaliproduzent. Den dadurch entstandenen Preiskampf beendete man im Frühjahr 1926 durch den Vertrag von Lugano und den deutsch-französischen „Kalivertrag“ von Paris Ende 1926. Dabei wurde der Export im Verhältnis 70:30 zugunsten Deutschlands aufgeteilt. 1930 zerfiel dieses Kartell infolge der Weltwirtschaftskrise.
Zwischen 1919 und 1921 wurden alle deutschen Kaliproduzenten durch staatliche Gesetze gezwungen, dem Syndikat beizutreten. Ziel war es unter anderem, den Export zu Schleuderpreisen zu unterbinden.
Die Festlegung der Förderquoten hatte eine starke Konzentrationswelle zur Folge. Kleinere Kaliwerke wurden von den großen Gesellschaften aufgekauft um deren Förderquote zu übernehmen, und anschließend stillgelegt. Gleichzeitig wurden die leistungsfähigen Werke umfassend modernisiert und rationalisiert, um die ihnen zugestandenen Quoten mit minimalen Kosten zu produzieren. Zwischen 1926 und 1933 wurden so 125 von 229 Schachtanlagen stillgelegt. Die Zahl der Förderschächte sank von 175 im Jahr 1914 auf 38 im Jahr 1933. Zwischen 1922 und 1933 sank die Zahl der Beschäftigten von 48.700 auf 12.000.
1933 wurde das Reichskaligesetz („Kaliwirtschaftsgesetz vom 18. Dezember 1933“, Reichsgesetzblatt 1933, II, S. 1027) erlassen.
Gemäß § 3 dieses Gesetzes hatten sich alle Kalibergwerksbesitzer zu einer Vertriebsgemeinschaft (Kalisyndikat) zusammenzuschließen. Gesellschafter konnten nur Kalibergwerksbesitzer, Besitzer einer Sonderfabrik und bestimmte andere Kalierzeuger sein. Gemäß § 59 des Gesetzes galt das bereits seit 1919 bestehende Kalisyndikat als der in diesem neuen Gesetz geforderte Zusammenschluss. Sitz der Gesellschaft „Deutsches Kalisyndikat, Gesellschaft mit beschränkter Haftung“ und ihrer Verwaltung war nach wie vor in Berlin. Sogenannte Propaganda-Geschäftsstellen des Deutschen Kalisyndikats gab es in 18 deutschen Städten sowie in Kairo, Kapstadt und Tokio.
Mit dem Kaliwirtschaftsgesetz von 1933 (gemäß § 44) sicherte sich der Reichswirtschaftsminister die Oberaufsicht über die deutsche Kaliwirtschaft. Dieser wurde dadurch ermächtigt, Eingriffe in die Gestaltung des Gesellschaftsvertrages des Syndikats vorzunehmen. Weiterhin hatte er direkten Einfluss auf die Preisgestaltung der Kaliprodukte, die Lieferverträge sowie die Beteiligungsziffern der einzelnen Kaliproduzenten.
Nach dem Einbruch durch die Weltwirtschaftskrise stieg die Produktion wieder enorm an, von 2000 Tonnen im Jahr 1930 auf 120.000 Tonnen im Jahr 1939.
Nach dem Zweiten Weltkrieg wurde das Syndikat auf Weisung der Alliierten aufgelöst. Allerdings bildete es sich unter geänderten Namen in der Bundesrepublik wie auch der DDR neu. Die kapitalistische ‚Verkaufsgemeinschaft Deutscher Kaliwerke’ zu Hannover bestand noch bis Ende 1973, als die EG-Kommission schließlich ihr Verbot verhängte. In der DDR wurden die Kali-Betriebe in einem sozialistischen Kombinat zusammengefasst. Nach der Wende von 1989/90 wurde aus allen deutschen Kaliunternehmen der Einheitskonzern "Kali und Salz AG" geformt. Dieser ist heute unter dem Namen K+S mit Sitz in Kassel bekannt.

## Wirtschaftskampf mit den USA
Bis zum Ersten Weltkrieg waren die USA zu 90 % von deutschen Einfuhren abhängig. Während des Krieges forcierten diese künstlich ihre Kaliindustrie; dennoch konnte die deutsche Kaliindustrie einen großen Teil des amerikanischen Marktes zurückerobern. Als es nach dem Abschluss des deutsch-französischen „Kalivertrags“ zu Preissteigerungen kam,  eröffnete die US-amerikanische Regierung einen Kampf gegen das deutsche Kalimonopol. Die Maßnahmen reichten vom Versuch die Repräsentanten der deutschen Kaliindustrie wegen Verstoßes gegen die US-amerikanischen Anti-Trust-Gesetze vor Gericht zu stellen bis zur totalen Anleihensperre. Dieser auch mit publizistischen Mitteln geführte Kampf resultierte in einer erheblichen Trübung der Beziehungen zwischen Deutschland und den USA.

## Weitere Spezialsalz-Syndikate
Die am 21. Januar 1930 gegründete Interessengemeinschaft der Deutschen Kaliindustrie G.m.b.H. verfolgte die Interessen der Gesellschafter der Kali-, Steinsalz-, Brom-, Chlormagnesium- und Bittersalz-Industrie. Auch die nachfolgend aufgelisteten weiteren Salz-Syndikate bestanden bis 1945:
| Name des Syndikats                         | Gründungsdatum  | Gegenstand des Unternehmens | Anzahl der Mitgliedsunternehmen |
| ------------------------------------------ | --------------- | --- | ------------------------------- |
| Deutsches Steinsalz-Syndikat G.m.b.H.      | 21. Januar 1930 | Regelung und Förderung des in- und ausländischen Absatzes von Steinsalz                                                                          | 16                              |
| Deutsches Bittersalz-Syndikat G.m.b.H.     | 21. Januar 1930 | Regelung und Förderung des in- und ausländischen Absatzes von Bittersalz                                                                         | 7                               |
| Deutsches Brom-Syndikat G.m.b.H.           | 21. Januar 1930 | Regelung und Förderung des in- und ausländischen Absatzes von flüssigem Brom, Bromeisen sowie Brom zur Herstellung von Antiklopfmitteln          | 7                               |
| Deutsches Chlormagnesium-Syndikat G.m.b.H. | 21. Januar 1930 | Regelung und Förderung des in- und ausländischen Absatzes von Chlormagnesium und Chlormagnesiumlauge, ausgenommen das wasserfreie Chlormagnesium | 7                               |